# Convenció de Viena sobre relacions diplomàtiques
La Convenció de Viena sobre relacions diplomàtiques és un tractat internacional obert a la signatura dels estats a Viena el 18 d'abril de 1961, després de la cloenda de la Conferència de les Nacions Unides en aquesta matèria. Aquest tractat defineix un marc per a les relacions diplomàtiques entre països independents a través de 53 articles.
El seu objectiu és facilitar «el desenvolupament de relacions amistoses» entre els governs mitjançant un conjunt uniforme de pràctiques i principis; en particular, codifica l'antic costum de la immunitat diplomàtica, per la qual es concedeixen privilegis a les missions diplomàtiques que permeten als diplomàtics exercir les seves funcions sense por de coacció o assetjament per part del país amfitrió.
La Convenció de Viena és una pedra angular de les relacions internacionals modernes i del dret internacional, i és ratificada i respectada gairebé universalment. Es considera un dels instruments jurídics elaborats en el marc de les Nacions Unides més reeixits.